# بروك كاندي
بروك كاندي (بالإنجليزية: Brooke Candy)‏ هي ملحنة ومغنية مؤلفة ومصورة أمريكية، ولدت في 20 يوليو 1989 في أوكسنارد في الولايات المتحدة.

## وصلات خارجية
- الموقع الرسمي
- بروك كاندي على موقع IMDb (الإنجليزية)
- بروك كاندي على موقع ميوزك برينز (الإنجليزية)
- بروك كاندي على موقع أول ميوزيك (الإنجليزية)
- بروك كاندي على موقع ديسكوغز (الإنجليزية)